# Sylvester Li Jiantang
Sylvester Li Jiantang (chiń. 李建唐; ur. 23 grudnia 1925 w Dong'ergou, zm. 13 sierpnia 2017 w Taiyuanie) – chiński duchowny rzymskokatolicki i Patriotycznego Stowarzyszenia Katolików Chińskich, arcybiskup Taiyuanu, ofiara prześladowań komunistycznych.

## Biografia

### Młodość i prezbiteriat
Urodził się we wsi Dong'ergou (Gong’ergou), w powiecie Jinyuan, w prefekturze miejskiej Taiyuan. W 1939 rozpoczął naukę w Niższym Seminarium Duchownym w Yuci. W 1944 powrócił do swojej wsi i pracował jako rolnik. W 1948 wstąpił do Niższego Seminarium Duchownego w Taiyuanie, a od 1949 studiował teologię i filozofię. Nie ukończył studiów, z powodu rozwiązania seminarium, jednak w sytuacji nasilających się prześladowań Kościoła, w drodze wyjątku dopuszczono go do święceń, jako jedynego z roku. 12 lub 16 marca 1956 z rąk biskupa Hongdongu Francisa Han Tingbi przyjął święcenia prezbiteriatu i w kolejnych latach pracował duszpastersko w kilku parafiach (m.in. jako proboszcz w Wufuyingu). Wstąpił do Patriotycznego Stowarzyszenia Katolików Chińskich.
Po rozpoczęciu rewolucji kulturalnej w 1966 został aresztowany i do 1980 był więźniem obozu pracy, gdzie został przydzielony do szwalni.
W 1980 powrócił do pracy duszpasterskiej, początkowo jako proboszcz w rodzinnej wsi. W 1990 PSKCh wybrało go koadiutorem antybiskupa Taiyuanu Bonaventury Benedicta Zhangxina OFM. W 1991 został mianowany wikariuszem generalnym archidiecezji i proboszczem parafii katedralnej w Taiyuanie.

### Episkopat
Zwrócił się do papieża Jana Pawła II z prośbą o zatwierdzenie nominacji, które otrzymał. 18 grudnia 1994 w katedrze w Taiyuanie przyjął sakrę biskupią z rąk patriotycznego arcybiskupa Taiyuanu Bonaventury Benedicta Zhangxina OFM. Współkonsekratorami byli patriotyczny biskup Datongu Thaddeus Guo Yingong oraz biskup Lu’anu Anthony Li Weidao.
W 1994 zastąpił abpa Zhangxina na stanowisku arcybiskupa Taiyuanu.
W latach 1996–2008 zasiadał w radzie nadzorczej Wyższego Seminarium Duchownego Shanxi w Taiyuanie, a w latach 2000-2001 był jego rektorem. Seminarium to zostało otwarte w 1996 i zamknięte w 2012. Biskup Li założył Niższe Seminarium Duchowne w Taiyuan i żeński klasztor pw. Siedmiu Boleści Matki Bożej. Odzyskał oraz odbudował wiele kościołów, znacjonalizowanych lub zburzonych podczas rewolucji kulturalnej.
Był sekretarzem PSKCh w prowincji Shanxi, jednocześnie zachowując jedność ze Stolicą Apostolską i nigdy nie udzielając sakry biskupiej bez zgody papieża. Angażował się politycznie jako członek Ludowej Politycznej Konferencji Konsultatywnej Chin.
W 2010 wyświęcił Paula Meng Ningyou na swojego koadiutora, przekazując mu władzę 24 listopada 2013, przechodząc na emeryturę.
Zmarł 13 sierpnia 2017 w rezydencji biskupiej. Pochowany został w rodzinnej wsi.